# Moqueur de Le Conte
Toxostoma lecontei
Espèce
Statut de conservation UICN

 LC  : Préoccupation mineure
le Moqueur de Le Conte (Toxostoma lecontei) est une espèce de passereau de la famille des Mimidae. Il est originaire des zones désertiques des États-Unis et du Mexique.

## Description morphologique
Cet oiseau de 25 à 28 cm de longueur a le plumage le plus pâle des membres du genre Toxostoma. De couleur beige sur le dessus, et d'un gris-beige uni encore plus pâle sur le dessous, il possède une queue plus sombre que le reste du corps. Les pattes sont noires, de même que les yeux, qui sont surlignés de brun sombre. Le bec noir est long, fin et courbe. Lors de la saison nuptiale, les adultes ont les plumes de couverture du dessous de la queue qui deviennent rousses.

## Comportement

### Relations inter- et intraspécifiques
Comme tous les oiseaux du genre Toxostoma lorsqu'ils se sentent menacés, le Moqueur de Le Conte préfère se faufiler dans les buissons et ne s'envole qu'en dernier recours.
Les vocalisations sont des mélodies riches et sonores, moins rauques et moins répétitives que celles des autres Toxostoma. Les appels sont des wiit ascendants ou des touit.

## Répartition et habitat
Le Moqueur de Le Conte vit dans des déserts à la végétation clairsemée, essentiellement composée de cactus (Cylindropuntia notamment) et de buissons (surtout Larrea tridentata). Dans ce milieu, la couleur du plumage de l'oiseau se fond sur la couleur du sol.
Cet oiseau fréquente le désert de Sonora et les régions chaudes qui l'entourent (aux États-Unis, le sud de la vallée de San Joaquin en Californie, le sud du Nevada et de l'Utah, l'Arizona, et les états mexicains de Sonora et de Basse-Californie).

## Systématique

### Liste des sous-espèces
Selon Catalogue of Life (1 avr. 2012) :
- sous-espèce Toxostoma lecontei arenicola
- sous-espèce Toxostoma lecontei lecontei Lawrence, 1851